# Aida Nading
Aida Nading is een Surinaams politicus. Ze is sinds 2015 lid van De Nationale Assemblée (DNA) voor de Nationale Democratische Partij (NDP).

## Biografie
Nading komt uit het district Sipaliwini en kandideerde als lid voor de NDP tijdens de parlementsverkiezingen van 2015. Ze kreeg als nummer 2 op de lijst 461 kiezers achter zich. De nummer 3, het dorpshoofd van Apoera, Carlo Lewis, werd niet lid van DNA, ondanks dat er 1690 maal op hem was gestemd. Ondanks de druk die er op Nading werd uitgeoefend, bewilligde ze toch en nam ze zitting in DNA. Hierna werd ook nog een vergeefse protestbrief vanuit de inheemse trio-bevolking onder leiding van granman Asongo Alalaparoe naar de president gestuurd om Nading te verzoeken haar zetel ter beschikking te stellen.
In DNA is ze voorzitter van de commissie van Regionale Ontwikkeling. Daarnaast werkt ze op nog een aantal terreinen meer. Ze vroeg onder meer aandacht voor de overlast van kleine mijnbouw in het binnenland.
Tijdens de behandeling van de initiatiefwet op de Wet op de staatsschuld in november 2019 kreeg Nading de lachers in DNA op haar hand, toen ze reageerde op de bewering  van Ronnie Brunswijk (ABOP) dat elke regering die het roer overneemt van de NDP, nadien het puin moet opruimen. Ze reageerde dat de NDP na de verkiezingen haar puinhoop zelf op zal ruimen.